# Gianni e Pinotto fra le educande
Gianni e Pinotto fra le educande (Here Come the Co-Eds) è un film del 1945 diretto da Jean Yarbrough e interpretato da Bud Abbott e Lou Costello, noti in italia coi nomi Gianni e Pinotto.

## Trama
Slats e Oliver vengono assunti come addetti alle pulizie nella scuola femminile chiamata Bixby e la sorella di Slats, Molly McCarty, vi entra come studentessa, e il finanziatore della scuola minaccia di non finanziarla più finché Molly ci resta. Così Slats, Oliver e le studentesse devono trovare abbastanza denaro da essere indipendenti. Per raggiungere lo scopo Oliver fa un incontro di lotta libera e vince, nonostante le botte che prende, e si organizza una partita di pallacanestro tra Bixby e un'altra squadra nella quale giocano contro regola delle professioniste. Oliver si traveste da donna e gioca con Bixby. Inizialmente combina un disastro, poi, in seguito ad una botta, perde la memoria e gli fanno credere di essere una giocatrice professionista e fa numerosi punti. Ma dopo un'altra botta torna ad essere quello che è e la squadra perde. Allora Oliver ruba i soldi della squadra vincente e, dopo un inseguimento, acquista il diritto a tenerli perché nell'altra squadra hanno giocato delle professioniste. Bixby così è salva.